# MM centar
MM centar, multimedijski centar u Zagrebu.
Djeluje od od 1970-ih u prostoru smještenom na dnu dvorišta SC-a, iza Galerije SC. Više je puta mijenjao ime tijekom povijesti. Zvao se Centar za multimedijalna istraživanja, Centar za film, Multimedijalni centar i danas MM centar. Bavi se intermedijalnim i multimedijalnim strujanjima i umjetničkim praksama kao i prezentacijom nekomercijalne filmske umjetnosti, naginjući eksperimentalnom i umjetničkom filmu. Kroz svoje interdisciplinarne programe surađivao je sa svim ostalim djelatnostima kulture SC-a, otvarajući tako svoj prostor različitim vidovima medijskog izražavanja, akcijama proširenog filma, videoinstalacijama, performansima... Nastavak artikulacije programa krenuo je i u smjeru zvukovno-performativne linije (zvučna instalacija, zvukovni performans). U toj razvojnoj liniji izražena je bila suradnja s Muzičkim salonom kroz svojevrsno glazbeno kazalište. Organizirane su i projekcije filmova čija je glavna tematika bila glazba te koncertno-performativne izvedbe. U prve dvije razvojne linije afirmacije programa pokazao se kao dobar „udomitelj“ umjetnostima koje po svojim suvremenim kulturnim strandardima nisu pripadale u ono što bi se moglo promatrati kao tradicijska područja umjetnosti. Uz sustavnu promociju domaće i strane video umjetnosti, ovdje su u predstavljeni pionirski radovi hrvatske video umjetnosti.
Danas MM centar djeluje u okviru programskog koncepta Kulture promjene SC. Od 2015. programskom revitalizacijom 2015. postaje specijalizirano kino koje pozornost posvećuje inovativnim filmskim strujanjima, prateći tokove suvremene produkcije, ali i klasičnih ostvarenja koja su ostavila neizbrisiv trag na različite svjetske kinematografije. Osobitu pozornost posvećuje domaćem i inozemnom kratkom filmu te eksperimentalnom i umjetničkom filmu. Dva osnovna filmska projekta MM centra su Kratke slike i  Klubvizija SC uz koje MM centar ugošćuje i niz festivala poput Human Rights Film Festivala, Revije studentskog filma, Festivala 25 FPS, Student cuts festivala, Festivala nevidljivog filma i dr.
U MM centru održavaju se obrazovni projekti u svezi s tehničkim znanjima potrebnima za stvaranje i prikazivanje filmova (radionica za kinooperatere, rad s 16 i 8 mm projektorom/filmom itd.)
Od 2015. godine MM centar član je Hrvatske mreže neovisnih kinoprikazivača.